# انجمن بین‌المللی دانشکده‌های حقوق
انجمن بین‌المللی دانشکده‌های حقوق (IALS) یک انجمن مستقل از دانشکده‌های حقوق است که پس از مجموعه ای از جلسات استادان حقوقی از سراسر جهان از آغاز سال ۲۰۰۰ تأسیس شد. دبیرخانه این اداره در سال ۲۰۰۵ در واشینگتن، دی.سی. در آمریکا گنجانیده شده و در دانشکده حقوق کورنل مستقر است. اعضای آن شامل بیش از ۱۷۰ دانشکده از بیش از ۴۵ کشور جهان است.
رئیس آن فرانسیس SL Wang، رئیس دانشکده حقوق کنت وانگ در دانشگاه سوچو است.
در سال ۲۰۱۳، انجمن بین‌المللی دانشکده‌های حقوق اولین مجمع جهانی حقوق در دانشکده حقوق دانشگاه ملی سنگاپور را تشکیل داد. در این کنفرانس ۸۰ دانشکده از ۳۱ کشور حضور داشتند، و همچنین قضاتی از جمله جورجینا وود، رئیس دادگستری غنا، و دیارمید اول'اسکانلین از دادگاه تجدید نظر ایالات متحده برای نهمین دوره حضور داشتند. در این جلسه بیانیه سنگاپور در مورد استانداردهای جهانی و نتایج یک آموزش حقوقی تصویب شد، که هدف ان ارائه «زبان مشترک» برای آموزش حقوقی جهانی بود.